# Puffern
Das Puffern ist ein dem Lagern und Speichern ähnlicher Vorgang, bei dem Güter (insbesondere Werkstücke) in einem Puffer bereitgehalten werden, um einen störungsfreien Arbeitsablauf sicherzustellen. Das Puffern ist ein Teilprozess des Materialflusses. Das Puffern wird eingesetzt, wenn die zu verarbeitenden Rohteile in zufälligen Abständen an der Maschine oder dem Arbeitsplatz eintreffen oder wenn die Be- oder Verarbeitung selbst zufällig ist. Durch die im Puffer vorhandenen Rohteile kann auch weitergearbeitet werden, wenn der Nachschub an Rohteilen kurzzeitig abreißt, etwa bei Störungen an vorgelagerten Arbeitsplätzen. Außerdem wird dadurch eine Fertigung im Takt vermieden wie bei Taktstraßen. Der Bestand in Puffern schwankt um einen Mittelwert. Bestände in Lagern oder Speichern werden dagegen entweder schlagartig gefüllt und kontinuierlich geleert oder kontinuierlich gefüllt und schlagartig geleert.

## Beispiele für Puffervorgänge
Folgende Beispiele werden in der Fachliteratur genannt:
- Warteschlangen vor Leistungsstellen, sofern es sich um Zufallsprozesse handelt. Dabei kann es sich um Personen bei einer Supermarktkasse oder bei der Post handeln, meist sind es Werkstücke die vor Maschinen liegen und auf die Weiterverarbeitung oder den Abtransport warten.[3]
- Warenpuffer vor Arbeitsplätzen zum Kommissionieren.[4]
- Durchlaufpuffer bei der Fließfertigung. Die Güter liegen dabei auf einem Fließband. Vor einer Arbeitsstation werden sie durch eine Sperre aufgestaut. Der Arbeiter entnimmt ein Werkstück aus dem Puffer, bearbeitet es und legt es auf das Band hinter der Sperre, sodass es zum nächsten Arbeitsplatz weitertransportiert wird.[5]
- Umlaufpuffer: Hier liegt ein Band vor, das einem in sich geschlossenen Verlauf folgt (kreisförmig, rechteckig).[6]